# Square (lieu)
Pour les articles homonymes, voir square.

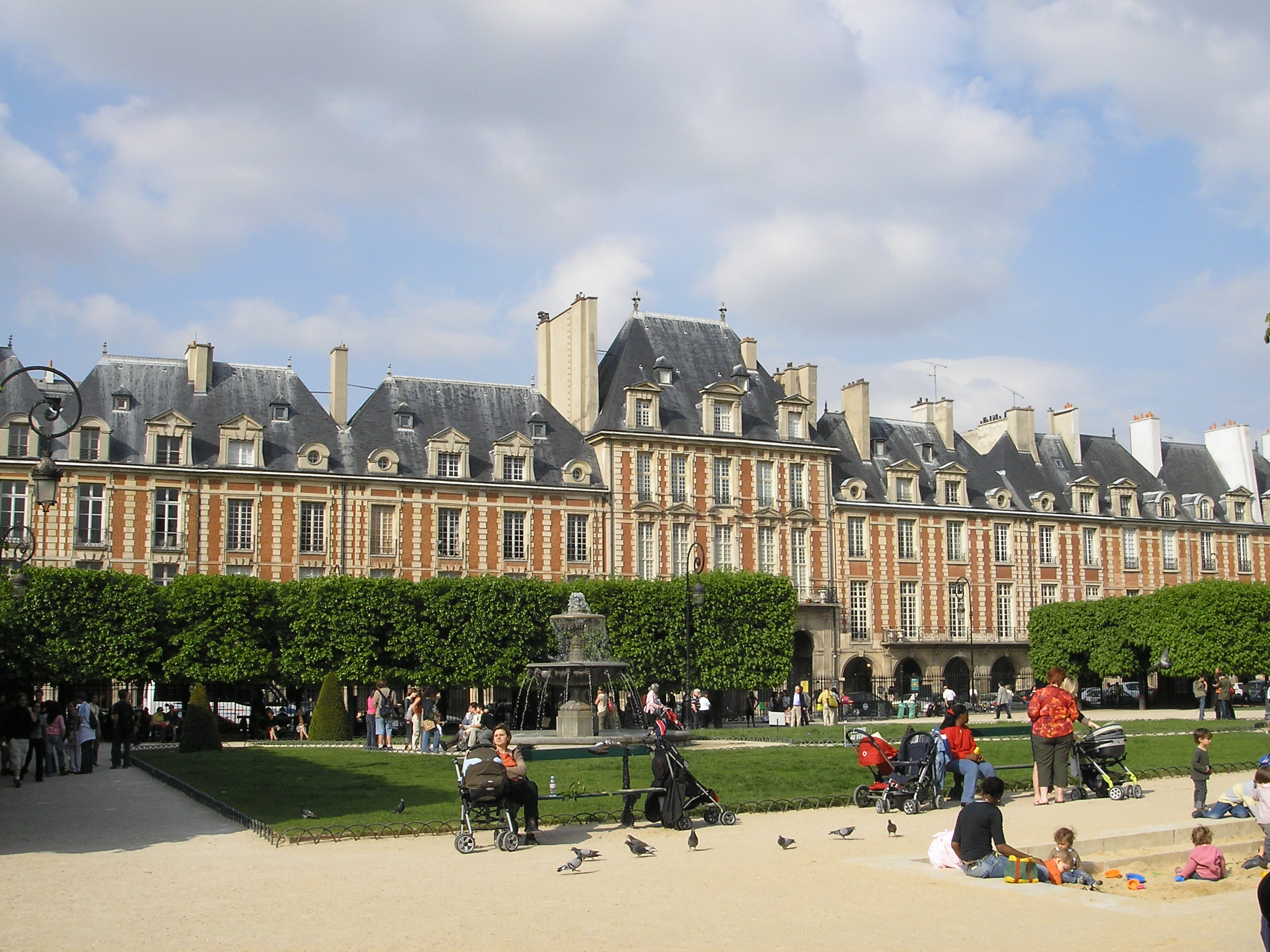
Square Louis XIII de la place des Vosges à Paris.

Un square est généralement une petite place urbaine occupée par un jardin public. La plupart des squares ont été constitués en détruisant un îlot d'habitation. Ils composent, avec les jardins publics, les parcs et les avenues plantées, un maillage de verdure dans les villes. 
Cependant, le terme de square peut également aussi bien désigner un jardin public clôturé, même si celui-ci n'est pas inséré au sein d'une place publique (par exemple, le square Jean-XXIII ou le square du Vert-Galant sur l'île de la Cité à Paris), qu'une petite place arborée.

## Étymologie
De l'ancien français esquarre « équerre » et « carré », les deux sens s'étant conservé dans l'anglais square. Esquarre a donné équerre en français moderne. Il est issu du bas latin ex + quadra « carré » > *exquadra, non attesté.

## Généralités
Dans le cadre d'une place publique, l'espace réservé à la circulation des véhicules est réduit aux voies qui entourent le square. Celui-ci peut cependant être directement entouré par des édifices.
Le square peut aussi côtoyer un édifice (on peut parler de square-parvis) ou couvrir un espace laissé libre par le tracé d'une voie nouvelle.
Le square est généralement enclos de grilles, et soumis à des horaires d'ouverture et de fermeture. En France, dans la plupart des cas, il est interdit aux chiens.
L'Office québécois de la langue française a normalisé le terme square : c'est le quasi-équivalent du terme français « place ». Le terme « carré » est parfois utilisé dans le langage commun.

## Histoire

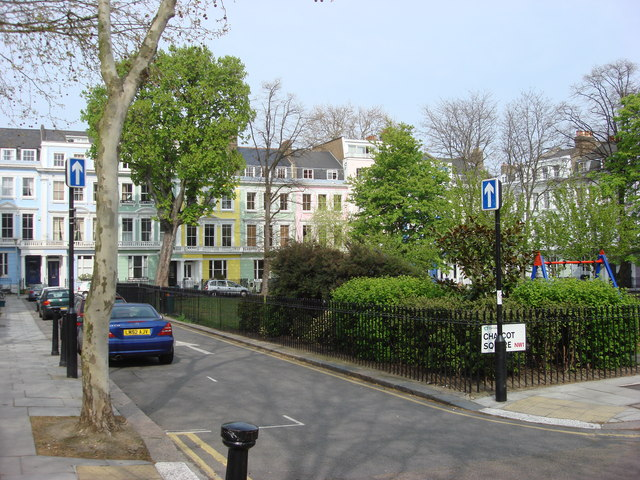
Chalcot Square, à Londres.

Le mot square (« carré » en français) vient de Grande-Bretagne, où il désignait les places aménagées au centre des agrandissements urbains au XVIIIe siècle. Au Royaume-Uni, le statut d'espace commun des squares est particulier. Il peut s'agir d'un espace commun à un lotissement (généralement carré, mais pas toujours — voir : Bath), mais réservé aux habitants. Cette typologie particulière est nommée communal garden (voir : Covent Garden, Kensington Square).
« Les squares étaient utilisés en fait pour divers usages domestiques, battage des tapis, étendage du linge. Les propriétaires des immeubles du pourtour les transformèrent finalement en parcs ou jardins communautaires. » 
Le square a été introduit sous ce nom en France durant le Second Empire lors des réaménagements urbains parisiens sous la direction du baron Haussmann. L'ingénieur Adolphe Alphand, avec l'horticulteur Barillet-Deschamps et l'architecte Davioud, ont organisé à cette occasion à Paris un réseau de parcs et jardins et de 24 squares, reliés par des avenues plantées.

## Quelques squares dans le monde
Au Québec, à Montréal :
- Square Saint-Louis
- Square Victoria

En France, à Paris, quelques squares datant des réaménagements urbains du Second Empire :
- Square de la Tour-Saint-Jacques, le premier réalisé, dans le 4e arrondissement
- Square du Temple, le square-parvis de la mairie du 3e arrondissement
- Square des Batignolles, dans le 17e arrondissement
- Square Montholon, dans le 9e arrondissement

En Angleterre, à Londres :
- Bloomsbury Square
- Leinster Square
- Queen Square
- St John's Smith Square